# Carlos Crocco
Carlos Alberto Crocco (n. 29 de mayo de 1945, Caseros, Provincia de Buenos Aires, es un piloto argentino de automovilismo de velocidad actualmente retirado. Compitió, entre otras categorías, en Supercart con Dodge GTX, Turismo Nacional y TC 2000.

## Resultados

### Turismo Competición 2000
| Año  | Equipo             | Auto           | 1     | 2     | 3     | 4     | 5    | 6    | 7     | 8     | 9   | 10  | 11   | 12   | 13    | 14    | 15     | 16     | 17    | 18    | 19     | 20     | 21     | 22     | 23    | 24    | 25    | 26    | 27     | 28     | Res. | Puntos |
| ---- | ------------------ | -------------- | ----- | ----- | ----- | ----- | ---- | ---- | ----- | ----- | --- | --- | ---- | ---- | ----- | ----- | ------ | ------ | ----- | ----- | ------ | ------ | ------ | ------ | ----- | ----- | ----- | ----- | ------ | ------ | ---- | ------ |
| 1997 |                    |                | RAF I | RAF I | RC I  | RC I  | POS  | POS  | SJU I | SJU I | PAR | PAR | GR   | GR   | BB I  | BB I  | SJU II | SJU II | RC II | RC II | NDJ    | NDJ    | MZA    | MZA    | BB II | BB II | TRE   | TRE   | RAF II | RAF II | -    | 0      |
| 1997 | Crocco Competición | Ford Escort IV | 13    | 12    | 14    | 15    | 15   | Ret  | 11    | 13    | Ex. | 21  | 17   | 15   | 20    | 19    | Ret    | 20     | 17    | 17    | 15     | 15     | 22     | NL     | 17    | 13    | 15    | 15    | 13     | 13     | -    | 0      |
| 1998 |                    |                | AG I  | AG I  | MDP I | MDP I | RC I | RC I | SJU I | SJU I | OLA | OLA | GR   | GR   | PAR I | PAR I | BA     | BA     | BB    | BB    | SJU II | SJU II | MDP II | MDP II | RC II | RC II | AG II | AG II | PAR II | PAR II | 24°  | 2      |
| 1998 | Crocco Competición | Ford Escort IV | 13    | Ret   | 15    | 11    | 15   | 15   | 15    | 12    | 9   | 12  | 16   | 13   | 15    | 10    | 14     | Ret    | 17    | 21    | 16     | 11     | 14     | 16     | 12    | Ret   | 16    | 10    | 19     | 18     | 24°  | 2      |
| 1999 |                    |                | AG I  | AG I  | MDP   | MDP   | POS  | POS  | OLA   | OLA   | RC  | RC  | BA I | BA I | BB    | BB    | TRE    | TRE    | AG II | AG II | GR     | GR     | RAF    | RAF    | PAR   | PAR   | SJO   | SJO   | BA II  | BA II  | -    | 0      |
| 1999 | Crocco Competición | Ford Escort IV | Ret   | 13    |       |       |      |      |       |       |     |     |      |      |       |       |        |        |       |       |        |        |        |        |       |       |       |       |        |        | -    | 0      |

#### Clase Light
| Año  | Equipo             | Auto           | 1     | 2     | 3    | 4    | 5   | 6   | 7     | 8     | 9   | 10  | 11 | 12 | 13   | 14   | 15     | 16     | 17    | 18    | 19  | 20  | 21  | 22  | 23    | 24    | 25  | 26  | 27     | 28     | Res. | Puntos |
| ---- | ------------------ | -------------- | ----- | ----- | ---- | ---- | --- | --- | ----- | ----- | --- | --- | -- | -- | ---- | ---- | ------ | ------ | ----- | ----- | --- | --- | --- | --- | ----- | ----- | --- | --- | ------ | ------ | ---- | ------ |
| 1997 |                    |                | RAF I | RAF I | RC I | RC I | POS | POS | SJU I | SJU I | PAR | PAR | GR | GR | BB I | BB I | SJU II | SJU II | RC II | RC II | NDJ | NDJ | MZA | MZA | BB II | BB II | TRE | TRE | RAF II | RAF II | 2°   | 300    |
| 1997 | Crocco Competición | Ford Escort IV | 3     | 3     | 4    | 2    | 2   | Ret | 2     | 3     | Ex. | 5   | 5  | 4  | 5    | 6    | Ret    | 7      | 1     | 1     | 2   | 2   | 6   | NL  | 3     | 2     | 1   | 1   | 3      | 4      | 2°   | 300    |

#### Copa TC 2000
| Año  | Equipo             | Auto           | 1    | 2    | 3     | 4     | 5    | 6    | 7     | 8     | 9   | 10  | 11   | 12   | 13    | 14    | 15  | 16  | 17    | 18    | 19     | 20     | 21     | 22     | 23    | 24    | 25    | 26    | 27     | 28     | Res. | Puntos |
| ---- | ------------------ | -------------- | ---- | ---- | ----- | ----- | ---- | ---- | ----- | ----- | --- | --- | ---- | ---- | ----- | ----- | --- | --- | ----- | ----- | ------ | ------ | ------ | ------ | ----- | ----- | ----- | ----- | ------ | ------ | ---- | ------ |
| 1998 |                    |                | AG I | AG I | MDP I | MDP I | RC I | RC I | SJU I | SJU I | OLA | OLA | GR   | GR   | PAR I | PAR I | BA  | BA  | BB    | BB    | SJU II | SJU II | MDP II | MDP II | RC II | RC II | AG II | AG II | PAR II | PAR II | 4°   | 262    |
| 1998 | Crocco Competición | Ford Escort IV | 4    | Ret  | 5     | 3     | 2    | 4    | 5     | 4     | 4   | 5   | 3    | 4    | 3     | 2     | 4   | Ret | 5     | 7     | 4      | 2      | 4      | 2      | 1     | Ret   | 6     | 3     | 6      | 6      | 4°   | 262    |
| 1999 |                    |                | AG I | AG I | MDP   | MDP   | POS  | POS  | OLA   | OLA   | RC  | RC  | BA I | BA I | BB    | BB    | TRE | TRE | AG II | AG II | GR     | GR     | RAF    | RAF    | PAR   | PAR   | SJO   | SJO   | BA II  | BA II  | 15°  | 12     |
| 1999 | Crocco Competición | Ford Escort IV | Ret  | 3    |       |       |      |      |       |       |     |     |      |      |       |       |     |     |       |       |        |        |        |        |       |       |       |       |        |        | 15°  | 12     |